# Vacancy
Vacancy is een Amerikaanse thriller-horrorfilm, gedistribueerd door Screen Gems. Deze ging in de Verenigde Staten in wereldpremière op 20 april 2007. In januari 2009 verscheen er een vervolg genaamd Vacancy 2: The First Cut.
De productie van de film startte in augustus 2006 toen Nimród Antal werd toegevoegd als regisseur. Oorspronkelijk zou Sarah Jessica Parker een hoofdrol spelen, maar zij werd later vervangen door Kate Beckinsale.

## Verhaal
David (Luke Wilson) en Amy Fox (Beckinsale) zijn een getrouwd stel dat op het punt staat te scheiden. Ze rijden met de auto terug van een familiebezoek waarop ze nog één laatste keer de schijn hebben opgehouden dat ze een gelukkig paar vormen. In werkelijkheid is het slechter en slechter tussen hen gegaan sinds hun zoontje van de trap viel en daarbij om het leven kwam.
Terwijl Amy sliep, is David van de snelweg afgegaan om een stuk af te snijden, maar dat resulteert in autopech terwijl ze in een bijna verlaten gebied zijn. Ondanks de hulp van een lokale automonteur (Ethan Embry) begeeft de auto het kort daarop definitief, waarop de twee besluiten te overnachten in het enige aanwezige motel in de wijde omtrek beheerd door manager Mason (Frank Whaley).
Op de kamer liggen een aantal videobanden die David besluit te bekijken omdat er verder alleen sneeuw en ruis op de televisie te zien is. Al snel realiseert hij zich dat de schijnbare lowbudget horrorfilms die erop staan in feite snuff-films zijn, die ook nog eens zijn opgenomen in exact dezelfde kamer waarin Amy en hij zich bevinden. Het gaat telkens om paren in de kamer die plots oog in oog komen te staan met twee gemaskerde moordenaars, die schijnbaar vanuit het niets ineens binnen staan. David en Amy realiseren zich dat ze moeten zien te maken dat ze er wegkomen, maar er blijken geen telefoonlijnen naar buiten te zijn en hun auto is onklaar gemaakt.

## Rolverdeling
- Kate Beckinsale - Amy Fox
- Luke Wilson - David Fox
- Frank Whaley - Receptionist Mason
- Ethan Embry - Automonteur
- Scott G. Anderson - Gemaskerde moordenaar